# Strasbourg IG
Strasbourg Illkirch-Graffenstaden Basket, más conocido como SIG o Strasbourg IG es un club de baloncesto francés, con sede en la comuna de Illkirch-Graffenstaden dentro de la Eurometrópoli de Estrasburgo, fundado en 1929 que compite en la Liga Francesa y en la segunda competición europea, la Eurocup. Disputa sus partidos en el pabellón Rhenus Sport, con capacidad para 6.200 personas.

## Historia
El club fue fundado en 1928, mientras que la sección de baloncesto nacía un año más tarde. En 1994 conseguía el ascenso a la Pro-A, la primera división francesa, consiguiendo su mayor éxito en 2005, al proclamarse campeones de liga.

## Trayectoria
| Temporada | Nivel | Liga  | Pos. | Copa de Francia  | Leaders Cup      | Competiciones europeas | Competiciones europeas |
| --------- | ----- | ----- | ---- | ---------------- | ---------------- | ---------------------- | ---------------------- |
| 2006–07   | 1     | Pro A | 5º   | Octavos de final | Cuartos de final |                        |                        |
| 2007–08   | 1     | Pro A | 12º  | Octavos de final |                  |                        |                        |
| 2008–09   | 1     | Pro A | 8º   | Semifinales      | Cuartos de final |                        |                        |
| 2009–10   | 1     | Pro A | 14º  | Octavos de final |                  | 3 EuroChallenge        | RS                     |
| 2010–11   | 1     | Pro A | 11º  | Ronda de 32      |                  |                        |                        |
| 2011–12   | 1     | Pro A | 10º  |                  | Octavos de final |                        |                        |
| 2012–13   | 1     | Pro A | 2º   | Cuartos de final | Finalista        |                        |                        |
| 2013–14   | 1     | Pro A | 2º   | Ronda de 32      | Semifinales      | 1 Euroleague           | TR                     |
| 2013–14   | 1     | Pro A | 2º   | Ronda de 32      | Semifinales      | 2 Eurocup              | L32                    |
| 2014–15   | 1     | Pro A | 2º   | Campeón          | Campeón          | 2 Eurocup              | L32                    |
| 2015–16   | 1     | Pro A | 2º   | Octavos de final | Semifinales      | 1 Euroleague           | RS                     |
| 2015–16   | 1     | Pro A | 2º   | Octavos de final | Semifinales      | 2 Eurocup              | RU                     |
| 2016–17   | 1     | Pro A | 2º   | Ronda de 32      | Cuartos de final | 3 Champions League     | POQ                    |
| 2017–18   | 1     | Pro A | 3º   | Campeón          | Cuartos de final | 3 Champions League     | QF                     |
| 2018–19   | 1     | Pro A | 6º   | Octavos de final | Campeón          | 3 Champions League     | RS                     |
| 2019–20   | 1     | Pro A | 10º  | Suspendida       | Cuartos de final | 3 Champions League     | RS                     |
| 2020–21   | 1     | Pro A | 3º   | Cuartos de final | Suspendida       | 3 Champions League     | SF                     |
| 2021–22   | 1     | Pro A | 7º   | Finalista        | Suspendida       | 3 Champions League     | QF                     |
| 2022–23   | 1     | Pro A | 8º   | Semifinalista    | No se clasificó  | 3 Champions League     | QF                     |

## Palmarés
- Ligue Nationale de Basket-ball: 2004-05.
  - Subcampeón LNB: 2012-13, 2013-14, 2014-15, 2015-16, 2016-17.
- Campeonato de Francia de Baloncesto Pro B: 1999.
- Copa de baloncesto de Francia: 2015, 2018.
  - Finalista de la Copa de baloncesto de Francia: 1994, 1999, 2022.
- Leaders Cup: 2019
- Finalista de la Eurocup: 2016.